# Sichanetl
Sichanetl, jedna od bandi pravih Songish Indijanaca, porodica salishan, koji su živjeli na jugu kanadskog otoka Vancouver uz zaljev Oak Bay, u provinciji Britanska Kolumbija, čije ime dolazi po šumama drveća Quercus garryana čije je podrućje uz obalu ovog velikog zaljeva bilo obraslo.